# معبد النار ميل ميلغة
معبد النار ميل ميلغة (بالفارسية: آتشکده میل میلگه) هو معبد نار تاريخي يعود إلى عصر الساسانيين، ويقع في إسلام أباد غرب.